# Liste von Sakralbauten im Landkreis Ebersberg
Die Liste von Sakralbauten im Landkreis Ebersberg listet Kirchen, Kapellen und sonstige Sakralbauten im oberbayrischen Landkreis Ebersberg auf. 
Der Landkreis Ebersberg ist traditionell überwiegend römisch-katholisch geprägt. Allerdings gibt es bedingt durch Zuzug im Umland der Landeshauptstadt München auch einige evangelisch-lutherische Kirchengemeinden.
Die Kirchenlandschaft im Landkreis Ebersberg ist, wie in weiten Teilen Oberbayerns, stilistisch weitgehend einheitlich. Typisch für die Region sind spätgotische oder romanische Saalkirchen, welche zu einem großen Teil im 17. und 18. Jahrhundert barockisiert wurden. Neugotische oder neoromanische Pfarrkirchen sind die Ausnahme. In den westlichen Gemeinden des Landkreises wurden die kleinen Dorfkirchen aufgrund der wachsenden Bevölkerungszahl durch die Nähe zu München häufig zu klein, weshalb neue Pfarrkirchen im Stil der jeweiligen Zeit errichtet wurden. Zuletzt geschah dies 2018 in Poing mit der neuen Pfarrkirche Sel. Pater Rupert Mayer.

## Liste
| Bild | Inneres | Name                                       | Kon- fession | Gemeinde/Ortsteil                           | Bauzeit                   | Anmerkungen / Baustil |
| ---- | ------- | ------------------------------------------ | ------------ | ------------------------------------------- | ------------------------- | --- |
|      |         | Lindseekapelle                             | röm.-kath.   | Anzing (Standort)                           | 1994–1998                 | |
|      |         | Mariä Geburt                               | röm.-kath.   | Anzing (Standort)                           | 1677–1681                 | |
|      |         | St. Georg                                  | röm.-kath.   | Aßling (Standort)                           |                           | |
|      |         | Evangelisches Gemeindehaus                 | ev.-luth.    | Aßling (Standort)                           |                           | |
|      |         | St. Ägidius                                | röm.-kath.   | Aßling/Dorfen (Standort)                    | ~ 1500                    | Spätgotische Filialkirche |
|      |         | St. Andreas                                | röm.-kath.   | Aßling/Loitersdorf (Standort)               | ~ 1200                    | Spätromanische Filialkirche |
|      |         | St. Laurentius                             | röm.-kath.   | Aßling/Lorenzenberg (Standort)              | ~ 1200                    | Spätromanische Filialkirche |
|      |         | St. Laurentius                             | röm.-kath.   | Aßling/Holzen (Standort)                    | 18. Jh.                   | Chorraum und Turm aus dem 15. Jh. |
|      |         | St. Ursula                                 | röm.-kath.   | Aßling/Niclasreuth (Standort)               |                           | Saalkirche mit spätgotischer Chorraum                                                                                                  |
|      |         | St. Martin                                 | röm.-kath.   | Aßling/Steinkirchen (Standort)              |                           | |
|      |         | St. Jakobus                                | röm.-kath.   | Baiern/Antholing (Standort)                 | 1911                      | Neubarocke Saalkirche |
|      |         | Mariä Geburt                               | röm.-kath.   | Baiern/Berganger (Standort)                 | 1489                      | |
|      |         | St. Maria                                  | röm.-kath.   | Baiern/Weiterskirchen (Standort)            | 1642                      | Barocke Saalkirche |
|      |         | St. Raphael                                | röm.-kath.   | Baiern/Piusheim (Standort)                  | 1913                      | Schulkirche des ehemaligen Erziehungsheimes (heute: Freie Schule Glonntal)                                                             |
|      |         | St. Peter und Paul                         | röm.-kath.   | Bruck (Standort)                            | 1734                      | Barocke Saalkirche |
|      |         | St. Michael                                | röm.-kath.   | Bruck/Alxing (Standort)                     | 1858                      | Saalkirche |
|      |         | St. Kastulus                               | röm.-kath.   | Bruck/Pullenhofen (Standort)                | 18. Jh.                   | Filialkirche mit spätromanischem Kern aus dem 12. Jh.                                                                                  |
|      |         | St. Georg                                  | röm.-kath.   | Bruck/Taglaching (Standort)                 | 13. Jh.                   | Romanische Saalkirche |
|      |         | St. Andreas                                | röm.-kath.   | Bruck/Wildenholzen (Standort)               | 1443                      | |
|      |         | St. Sebastian                              | röm.-kath.   | Ebersberg (Standort)                        | 1220 14. Jh. 15. Jh. 1734 | Dreischiffige barocke Hallenkirche mit romanischem Kern; in den Folgejahrhunderten erweitert vergrößert und barockisierend umgestaltet |
|      |         | Heilig-Geist-Kirche                        | ev.-luth.    | Ebersberg (Standort)                        | 1958                      | |
|      |         | St. Johannes der Täufer                    | röm.-kath.   | Ebersberg/Englmeng (Standort)               |                           | Romanische bzw. gotische Dorfkirche, später barockisiert.                                                                              |
|      |         | St. Margaretha                             | röm.-kath.   | Ebersberg/Haselbach (Standort)              | 1498                      | Spätgotische Saalkirche |
|      |         | St. Michael                                | röm.-kath.   | Ebersberg/Hinteregglburg (Standort)         | ~ 1200                    | Romanische Saalkirche |
|      |         | St. Georg                                  | röm.-kath.   | Ebersberg/Oberndorf (Standort)              |                           | Spätgotische Saalkirche, später barockisiert                                                                                           |
|      |         | St. Anna                                   | röm.-kath.   | Ebersberg/Traxl (Standort)                  | 1497                      | Spätgotische Saalkirche |
|      |         | St. Johann Baptist                         | röm.-kath.   | Egmating (Standort)                         | ~ 1200                    | Romanische Chorturmkirche mit späteren Erweiterungen.                                                                                  |
|      |         | St. Andreas                                | röm.-kath.   | Egmating/Lindach (Standort)                 |                           | Romanische Saalkirche |
|      |         | St. Johannes der Täufer                    | röm.-kath.   | Egmating/Münster (Standort)                 |                           | |
|      |         | St. Pankratius                             | röm.-kath.   | Emmering (Standort)                         | 15. Jh.                   | |
|      |         | St. Peter und Paul                         | röm.-kath.   | Emmering/Kronau (Standort)                  | 15. Jh.                   | Spätgotische Saalkirche, später barockisiert.                                                                                          |
|      |         | Mariä Heimsuchung                          | röm.-kath.   | Forstinning (Standort)                      | 1766                      | Barocke Saalkirche |
|      |         | Franziskuskapelle                          | röm.-kath.   | Forstinning (Standort)                      | 2004                      | |
|      |         | Hofkapelle Aich                            | röm.-kath.   | Forstinning/Aich (Standort)                 | 1832                      | |
|      |         | Mariä Heimsuchung                          | röm.-kath.   | Frauenneuharting (Standort)                 |                           | |
|      |         | St. Leonhard                               | röm.-kath.   | Frauenneuharting/Haging (Standort)          | ~ 1000                    | Romanische Saalkirche, später zuerst gotisiert und dann barockisiert.                                                                  |
|      |         | St. Jakobus                                | röm.-kath.   | Frauenneuharting/Jacobneuharting (Standort) | ~ 1250                    | Romanische Saalkirche, später barockisiert.                                                                                            |
|      |         | St. Petrus                                 | röm.-kath.   | Frauenneuharting/Lauterbach (Standort)      |                           | Romanische Saalkirche, später zunächst gotisiert, dann barockisiert.                                                                   |
|      |         | St. Johannes der Täufer und St. Georg      | röm.-kath.   | Frauenneuharting/Tegernau (Standort)        | 1671                      | Barocke Saalkirche |
|      |         | St. Johannes der Täufer                    | röm.-kath.   | Glonn (Standort)                            | 1778                      | Barocke Saalkirche |
|      |         | Christuskirche                             | ev.-luth.    | Glonn (Standort)                            | 1968                      | Zeltförmiges Kirchengebäude |
|      |         | St. Lambert                                | röm.-kath.   | Glonn/Adling (Standort)                     | ~ 1500                    | Spätgotische Saalkirche |
|      |         | Mariä Himmelfahrt                          | röm.-kath.   | Glonn/Frauenreuth (Standort)                | 1707                      | |
|      |         | St. Georg                                  | röm.-kath.   | Glonn/Georgenberg (Standort)                |                           | |
|      |         | St. Koloman                                | röm.-kath.   | Glonn/Haslach (Standort)                    | ~ 1500                    | Spätgotische Saalkirche |
|      |         | Ortskapelle Kastenseeon                    | röm.-kath.   | Glonn/Kastenseeon (Standort)                |                           | |
|      |         | Mariä Geburt                               | röm.-kath.   | Glonn/Kreuz (Standort)                      | 1268                      | Spätromanische Saalkirche; später gotisiert                                                                                            |
|      |         | Kapelle Reisenthal                         | röm.-kath.   | Glonn/Reisenthal (Standort)                 |                           | |
|      |         | St. Martin                                 | röm.-kath.   | Glonn/Schlacht (Standort)                   | 1829                      | |
|      |         | Anderl-Kapelle / Votivkapelle Sonnenhausen | röm.-kath.   | Glonn/Westerndorf (Standort)                |                           | |
|      |         | Hofkapelle Westerndorf                     | röm.-kath.   | Glonn/Westerndorf (Standort)                |                           | |
|      |         | St. Leonhard                               | röm.-kath.   | Grafing bei München (Standort)              | ~ 1400                    | Spätgotische Saalkirche; Alte Pfarrkirche der Stadt                                                                                    |
|      |         | St. Ägidius                                | röm.-kath.   | Grafing bei München (Standort)              | 1692                      | Barocke Saalkirche; Neue Pfarrkirche der Stadt                                                                                         |
|      |         | Allerheiligste Dreifaltigkeit              | röm.-kath.   | Grafing bei München (Standort)              | 1672                      | Barocke Saalkirche; Marktkirche der Stadt                                                                                              |
|      |         | Auferstehungskirche                        | ev.-luth.    | Grafing bei München (Standort)              | 1970                      | |
|      |         | Neuapostolische Kirche                     | neuap.       | Grafing bei München (Standort)              | 2011                      | |
|      |         | St. Martin                                 | röm.-kath.   | Grafing bei München/Oberelkofen (Standort)  | 13./14. Jh.               | |
|      |         | St. Johann Baptist                         | röm.-kath.   | Grafing bei München/Straußdorf (Standort)   | 1698                      | |
|      |         | Mariä Heimsuchung                          | röm.-kath.   | Hohenlinden (Standort)                      | 1489                      | Spätgotische Saalkirche |
|      |         | St. Josef                                  | röm.-kath.   | Hohenlinden (Standort)                      | 1903                      | Dreischiffige neugotische Pfarrkirche                                                                                                  |
|      |         | St. Johannes Evangelist                    | röm.-kath.   | Hohenlinden/Kronacker (Standort)            | 1725                      | Gotische Saalkirche |
|      |         | St. Coloman                                | röm.-kath.   | Kirchseeon (Standort)                       | ~ 1200                    | Alte Pfarrkirche des Ortes, heute Filialkirche                                                                                         |
|      |         | St. Joseph                                 | röm.-kath.   | Kirchseeon (Standort)                       | 1899                      | Neoromanische neue Pfarrkirche des Ortes                                                                                               |
|      |         | Johanneskirche                             | ev.-luth.    | Kirchseeon (Standort)                       | ~ 1960                    | |
|      |         | St. Petrus                                 | röm.-kath.   | Kirchseeon/Buch (Standort)                  | 1687                      | Barocke Saalkirche |
|      |         | Zum Hl. Erlöser                            | röm.-kath.   | Kirchseeon/Eglharting (Standort)            | 1973                      | |
|      |         | Kreuzerhöhung                              | röm.-kath.   | Kirchseeon/Neukirchen (Standort)            | 1717                      | Barocke Saalkirche |
|      |         | St. Margaret                               | röm.-kath.   | Markt Schwaben (Standort)                   | 1671                      | Barocke Saalkirche |
|      |         | Philippuskirche                            | ev.-luth.    | Markt Schwaben (Standort)                   | 1955                      | Zeltförmiges Kirchengebäude |
|      |         | St. Bartholomäus                           | röm.-kath.   | Moosach (Standort)                          | 1777 1951                 | Barocke Saalkirche; 1951 erweitert |
|      |         | Mariä Geburt                               | röm.-kath.   | Moosach/Altenburg (Standort)                | 14. Jh.                   | Romanische Saalkirche, später verändert und barockisiert.                                                                              |
|      |         | St. Pankratius                             | röm.-kath.   | Moosach/Berghofen (Standort)                | ~ 1200                    | Romanische Saalkirche |
|      |         | St. Andreas                                | röm.-kath.   | Oberpframmern (Standort)                    | ~ 1400                    | |
|      |         | St. Leonhard                               | röm.-kath.   | Oberpframmern/Esterndorf (Standort)         | ~ 1500                    | |
|      |         | St. Georg                                  | röm.-kath.   | Oberpframmern/Niederpframmern (Standort)    | 17. Jh.                   | Oktogonaler Zentralbau |
|      |         | St. Ulrich                                 | röm.-kath.   | Oberpframmern/Wolfersberg (Standort)        | ~ 1500                    | |
|      |         | Heilig-Kreuz-Kirche                        | röm.-kath.   | Pliening (Standort)                         | 12. Jh.                   | Romanische Saalkirche |
|      |         | Marienkapelle                              | röm.-kath.   | Pliening (Standort)                         | 2010–2013                 | |
|      |         | Mariä Himmelfahrt                          | röm.-kath.   | Pliening/Gelting (Standort)                 | 1785                      | Barocke Saalkirche |
|      |         | St. Stephan                                | röm.-kath.   | Pliening/Landsham (Standort)                | 1758                      | Barocke Saalkirche |
|      |         | St. Michael                                | röm.-kath.   | Poing (Standort)                            | 1052                      | Romanische Chorturmkirche; 1954 Erweiterung nach Westen                                                                                |
|      |         | Sel. Pater Rupert Mayer                    | röm.-kath.   | Poing (Standort)                            | 2018                      | Neue katholische Pfarrkirche des Ortes                                                                                                 |
|      |         | Christuskirche                             | ev.-luth.    | Poing (Standort)                            | 2009                      | |
|      |         | St. Gallus                                 | röm.-kath.   | Steinhöring (Standort)                      | 1473                      | Spätgotische Saalkirche; 1727 teilweise barockisiert.                                                                                  |
|      |         | St. Kastulus                               | röm.-kath.   | Steinhöring/Meiletskirchen (Standort)       | 15. Jh.                   | Spätgotische Saalkirche |
|      |         | St. Martin                                 | röm.-kath.   | Steinhöring/Sensau (Standort)               |                           | Spätgotische Saalkirche |
|      |         | St. Pankratius                             | röm.-kath.   | Steinhöring/Tulling (Standort)              |                           | Spätgotische Saalkirche |
|      |         | St. Christophorus                          | röm.-kath.   | Steinhöring/St. Christoph (Standort)        | ~ 1670                    | Barocke Saalkirche |
|      |         | Kapelle Maria Linden                       | röm.-kath.   | Vaterstetten (Standort)                     | 1971                      | Zugehörig zum Altenpflegeheim Haus Maria Linden                                                                                        |
|      |         | St. Pankratius                             | röm.-kath.   | Vaterstetten (Standort)                     | ~ 1200                    | Alte romanische Dorfkirche |
|      |         | Zum Kostbaren Blut Christi                 | röm.-kath.   | Vaterstetten (Standort)                     | 1952                      | Neue Pfarrkirche |
|      |         | St. Korbinian                              | röm.-kath.   | Vaterstetten/Baldham-Dorf (Standort)        | 1661                      | Alte barocke Dorfkirche |
|      |         | Maria Königin                              | röm.-kath.   | Vaterstetten/Baldham (Standort)             | 1979                      | Neue Pfarrkirche |
|      |         | Martinus-Kapelle                           | röm.-kath.   | Vaterstetten/Baldham-Dorf (Standort)        | 1987                      | Kapelle beim Stockmayr-Hof |
|      |         | Petrikirche                                | ev.-luth.    | Vaterstetten/Baldham (Standort)             | 1954                      | |
|      |         | St. Peter und Paul                         | röm.-kath.   | Vaterstetten/Neufarn (Standort)             | 1868                      | Neugotische Saalkirche |
|      |         | Lourdeskapelle                             | röm.-kath.   | Vaterstetten/Neufarn (Standort)             | um 1870/80                | |
|      |         | St. Nikolaus                               | röm.-kath.   | Vaterstetten/Parsdorf (Standort)            | 1473                      | Spätgotische Saalkirche; Langschiff 1723 erneuert.                                                                                     |
|      |         | Wegkapelle                                 |              | Vaterstetten/Parsdorf (Standort)            | 1. Hälfte 19. Jh.         | Kleiner Putzbau mit Apsis und Dachreiter                                                                                               |
|      |         | St. Laurentius                             | röm.-kath.   | Vaterstetten/Purfing (Standort)             | 16. Jh.                   | Spätgotische Saalkirche |
|      |         | St. Bartholomäus                           | röm.-kath.   | Vaterstetten/Weißenfeld (Standort)          | 15. Jh.                   | |
|      |         | St. Martin                                 | röm.-kath.   | Zorneding (Standort)                        | 1723                      | Barocke Saalkirche |
|      |         | Christophoruskirche                        | ev.-luth.    | Zorneding (Standort)                        | 1989                      | |
|      |         | St. Georg                                  | röm.-kath.   | Zorneding/Pöring (Standort)                 | 1696                      | Barocke Saalkirche |
|      |         | Zum gegeißelten Heiland                    | röm.-kath.   | Zorneding/Wolfesing (Standort)              | 19. Jh.                   | |